# 蓮花漏
蓮花漏，是北宋燕肅發明的一種刻漏。

## 歷史
中國古代一直用漏刻計時。至宋代時仍使用唐朝的浮箭漏刻計時器。但是浮箭漏刻計時器的誤差較大，計時也不準確。故此在天聖八年（1030年），龍圖閣侍制燕肅向宋仁宗呈上了蓮花漏的製作方法。他在舊漏刻的基礎上創製了新的漏刻，而且試驗成功。燕肅發明的蓮花漏的箭壺上有一塊銅製荷葉，葉的中支有一片蓮花。而上端飾有蓮蓬的刻箭從蓮花心中穿出，因此得名蓮花漏。燕肅在朝廷接納採用蓮花漏作計時器後，他每到一處仕官，便把蓮花漏的製作和使用方法都刻在石碑上以便百姓使用。另外，他又著書《蓮花漏法》一卷詳細記錄漏刻的運作。其後朝廷下令司天台於鍾鼓樓下試驗蓮花漏，讓州郡試用後看看成效如何。
事實上，蓮花漏的使用曾被時人否定。及至景祐三年（1036年），燕肅獲准測試蓮花漏三年，同時司天監會慎重反覆校對時計有否測錯時間。最重要的是要弄清蓮花漏的實際運作。。由於燕肅的刻漏製作簡單、計時準確且設計精巧，宋仁宗頒行全國使用蓮花漏。官員夏竦也爲蓮花漏作銘，稱其「秒忽無差」。而蘇軾《徐州蓮花漏銘並序》中亦寫道:「故龍圖閣直學士禮部侍郎燕公肅，以創物之智聞於天下，作蓮花漏，世服其精。凡公所臨必爲之，今州郡往往而在，雖然巧者，莫敢損益。」，讚揚燕肅的功勞。

## 結構
蓮花漏有兩個供水壺叫做上匱和下匱。向箭壺供水的下匱旁邊有一個溢水口，依次連接著銅製的節水小筒、竹注筒和減水盎。

## 操作
蓮花漏採用溢流法。其上匱流到下匱的水流量略大於下匱流入箭壺的水流量，使到下匱的水位不斷增加。當水位升到溢水口時，多餘的水就會從溢水口順著節水小筒以及竹注筒流到減水盎內。下匱裏面的水所處的狀態，即「漫流狀態」，能夠有效地保證下匱水位的穩定性，從而提高計時的精確度。蓮花漏這種操作的方式與西方科學原理「虹吸現象」相同。在宋代以來，如此穩定水位的方式是一次科技上的突破。

## 優點
據北宋吳處厚《青箱雜記》中記載，蓮花漏與昔日的漏壺相比有三個優點。一來，它創造出漫流系統，使多餘的水從漏壺上部的小孔中流出以保持水位持續穩定，並消除了因水位變化所造成的誤差。二來，蓮花漏造刻度不同的四十八支浮箭會根據不同地區的晝夜長短，使測定的時間更為準確。還有，它是第一部刻有蓮花的箭插入裝在壺上蓮心的漏刻。浮箭因為水的浮力而穿過蓮心且沿直線上浮，不致搖擺。計時的精確度會因此而提高。

## 外部連結
- 刻漏
- 蓮花漏貌 （页面存档备份，存于）